# Contea di Bin
La contea di Bin (宾县S, Bīn XiànP) è una contea della Cina, situata nella provincia di Heilongjiang e amministrata dalla prefettura di Harbin.